# Ehrenfried Ullmann

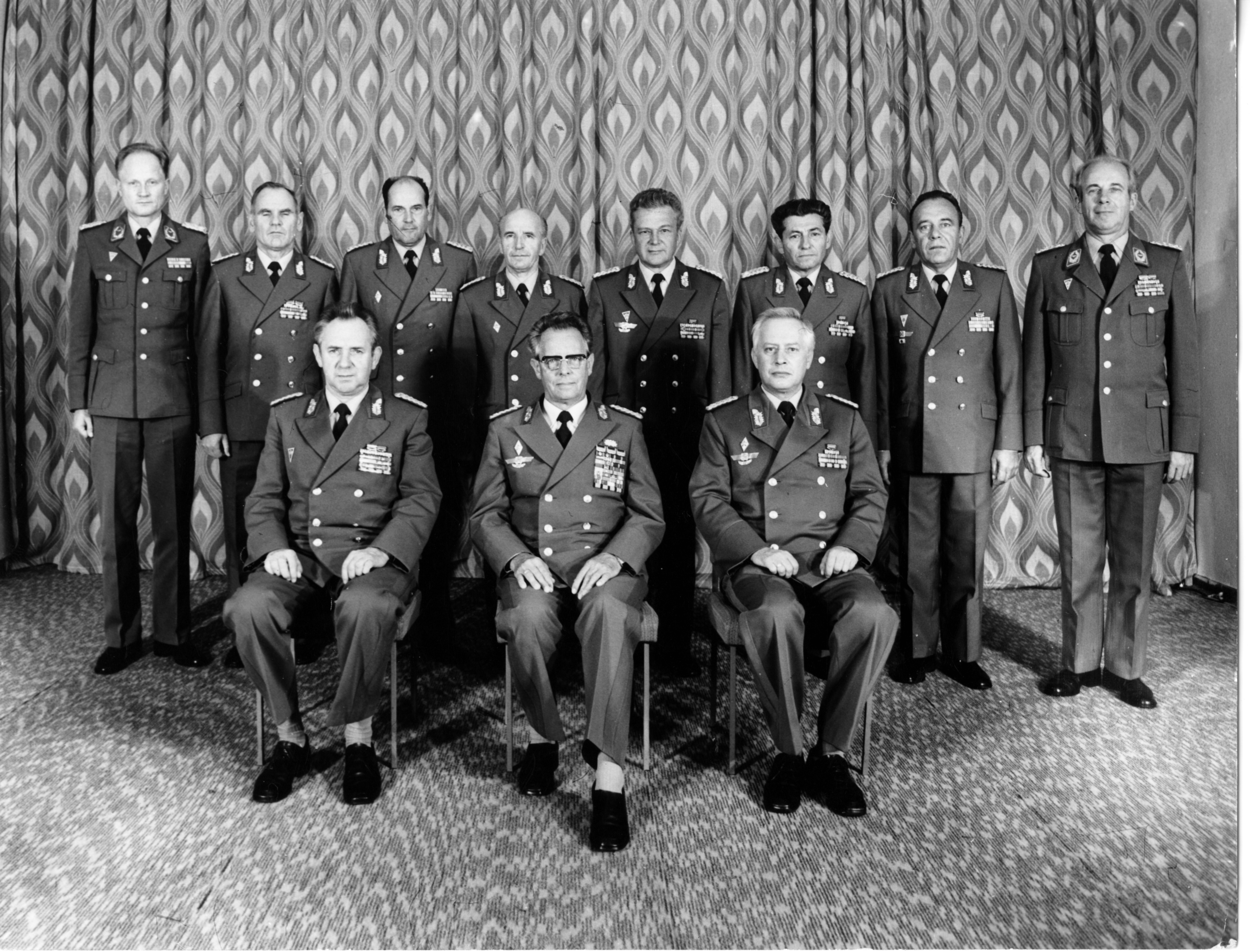
GenMaj Ullmann (stehend 2. v.l.) im Kreise des Militärrats Kommando LSK/LV im Jahre 1986.

Ehrenfried Ullmann (* 15. August 1932 in Grumbach) ist ein ehemaliger Generalleutnant der Nationalen Volksarmee der Deutschen Demokratischen Republik.

## Leben und Werdegang
Ehrenfried Ullmann wurde als Sohn einer Arbeiterfamilie in Grumbach Kreis Annaberg geboren. Nach dem Abitur erlernte er von 1951 bis 1952 den Beruf eines Bergmanns.

## Militärische Laufbahn

### Ausbildung und Verwendungen
Ehrenfried Ullmann trat am 15. August 1953 als Freiwilligenbewerber in die bewaffneten Organe der DDR ein und absolvierte einen Offizierslehrgang der Kasernierten Volkspolizei. Nach bestandener Abschlussprüfung und der Ernennung zum Offizier bekam er im Range eines Unterleutnants seine erste Truppenverwendung als Techniker einer Fliegerkette im damaligen Aeroklub Cottbus.
Nach zweijähriger Kandidatenzeit wurde er im Jahre 1954 Mitglied der SED. Im Jahre 1956 folgte eine Verwendung als Staffelingenieur im Fliegergeschwader 1, danach im Fliegergeschwader 2 der neu geschaffenen Luftstreitkräfte der NVA.
Von 1958 bis 1959 folgte eine Verwendung nunmehr als Leiter Fliegeringenieurdienst im Jagdfliegergeschwader 3. Im Jahre 1960 wechselte Ullmann zur Fliegerschule der LSK/LV nach Bautzen und wurde dort als Leiter Fliegeringenieursdienst eingesetzt. 1962 wechselte er an die Fliegertechnische Schule der LSK/LV nach Kamenz und wurde dort ebenfalls Leiter Fliegeringenieurdienst.
Im Jahre 1964 folgte seine Versetzung zum Kommando LSK/LV. Hier wurde er zunächst Stellvertreter des Leiters Fliegeringenieurdienst und im Jahre 1966 selbst Leiter Fliegeringenieurdienst.

### Dienst als General
Im Rahmen einer Umgliederung im Führungskommando LSK/LV wurde sein bisheriger Dienstposten von 1972 bis 1983 beim Stellvertreter des Chefs LSK/LV und Chef Rückwärtige Dienste angesiedelt und umbenannt in Stellvertreter des Chefs Rückwärtige Dienste für Technik.
Auf diesem Dienstposten wurde Oberst Ullmann am 7. Oktober 1980 zum Generalmajor ernannt und am 7. Oktober 1987 erfolgte seine Beförderung zum Generalleutnant.
| Vorgänger: N.N. (19..–1972) | aktuelle Besetzung Oberst Ehrenfried Ullmann (1972–1987) | Nachfolger: Oberst Dieter Nagler (1987–2. Oktober 1990) |

Siehe auch
→ Liste der Generale der Luftstreitkräfte der NVA
Im Zuge weiterer Strukturänderungen wurde sein Dienstposten im Jahre 1983 aufgewertet, nunmehr zum Stellvertreter des Chefs LSK/LV für Technik und Instandsetzung. Im Jahre 1987 wurde E. Ullmann zum Ministerium für Nationale Verteidigung (MfNV) versetzt. Dort war er bis zu seiner Entlassung am 30. September 1990 Chef Bewaffnung und Instandsetzung im Bereich beim Stellvertreter des Ministers für Technik und Bewaffnung.

## Orden, Ehrenzeichen und Auszeichnungen
- Vaterländischer Verdienstorden in Gold
- Kampforden „Für Verdienste um Volk und Vaterland“ in Silber
- Verdienstmedaille der Nationalen Volksarmee in Gold